# Robert Desmettre
Robert Desmettre (5 augustus 1901 - ?) was een Frans waterpolospeler.
Robert Desmettre nam als waterpoloër eenmaal deel aan de Olympische Spelen; in 1924. In 1924 maakte hij deel uit van het Franse team dat goud wist te veroveren. Hij speelde alle vier de wedstrijden en scoorde acht goals.
Albert Delborgies · 
Noël Delberghe · 
Robert Desmettre · 
Paul Dujardin (G) ·
Albert Mayaud · 
Henri Padou · 
Georges Rigal